# 6 Heures de Monza 2021
Navigation
Édition précédente Édition suivante
Les 6 Heures de Monza 2021, disputées le 18 juillet 2021 sur le circuit de Monza, sont la cinquante-neuvième édition de cette course, la première sur un format de six heures, et la troisième manche du Championnat du monde d'endurance FIA 2021.

## Engagés

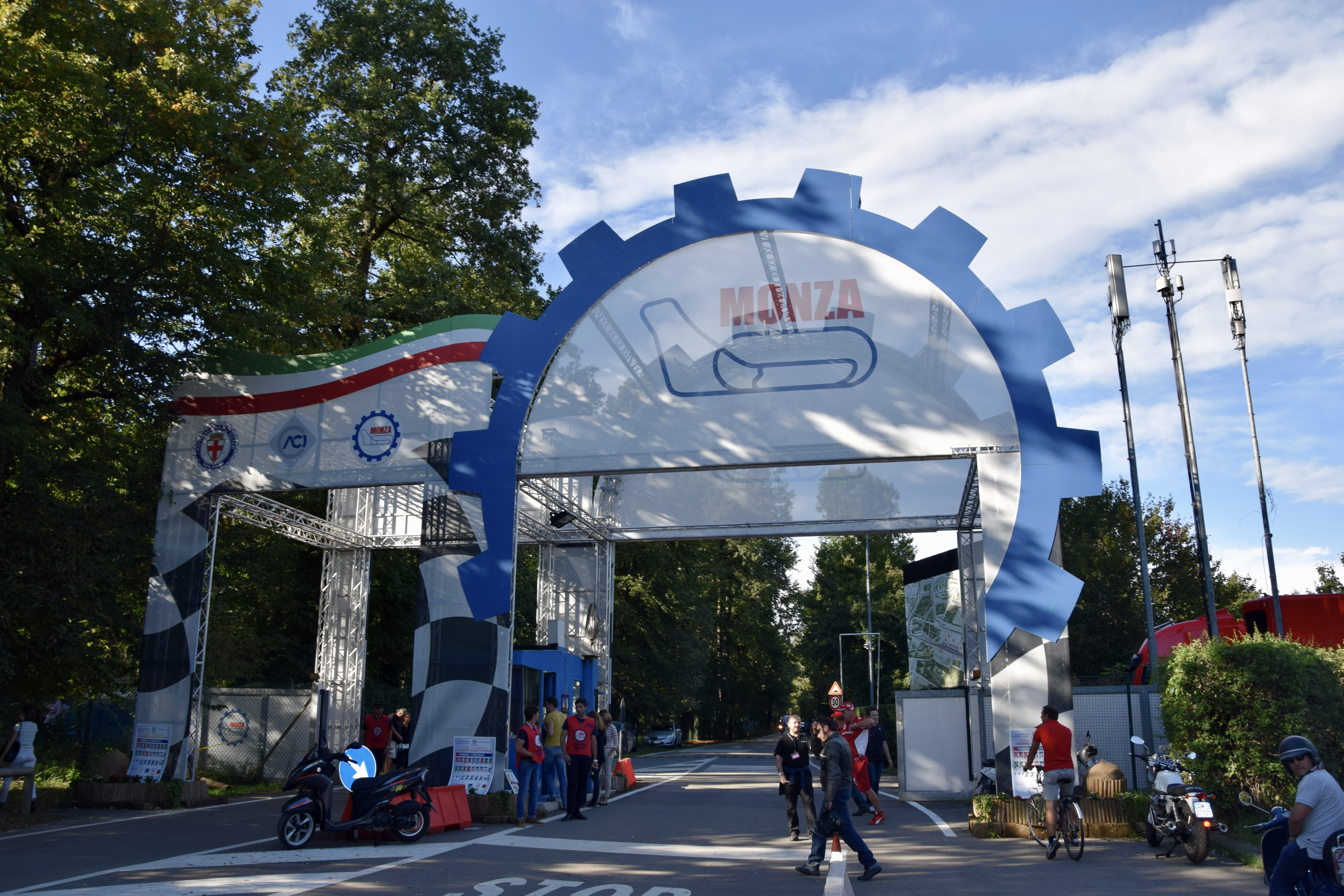
Entrée de l'Autodromo Nazionale di Monza

La liste provisoire des engagés donnée par l'ACO le 1 Juin 202 était composée de 38 voitures, dont 5 en Hypercar, 12 en LMP2 dont 5 Pro/Am, 4 en LMGTE Pro et 17 en LMGTE Am,,. Celle-ci a ensuite évolué dans le temps jusqu'à la course pour finir avec 32 participants.
Dans la catégorie Hypercar, pour la première fois de la saison, l’écurie américaine Glickenhaus Racing avait inscrit deux Glickenhaus SCG 007 LMH. La n°708 avait été confiée aux pilotes Pipo Derani, Olivier Pla et Gustavo Menezes quant à la n°709 aux pilotes Franck Mailleux, Romain Dumas et Richard Westbrook. Il est noté l'absence de Ryan Briscoe qui avait été à l'origine d'un accrochage lors des 8 Heures de Portimão 2021.

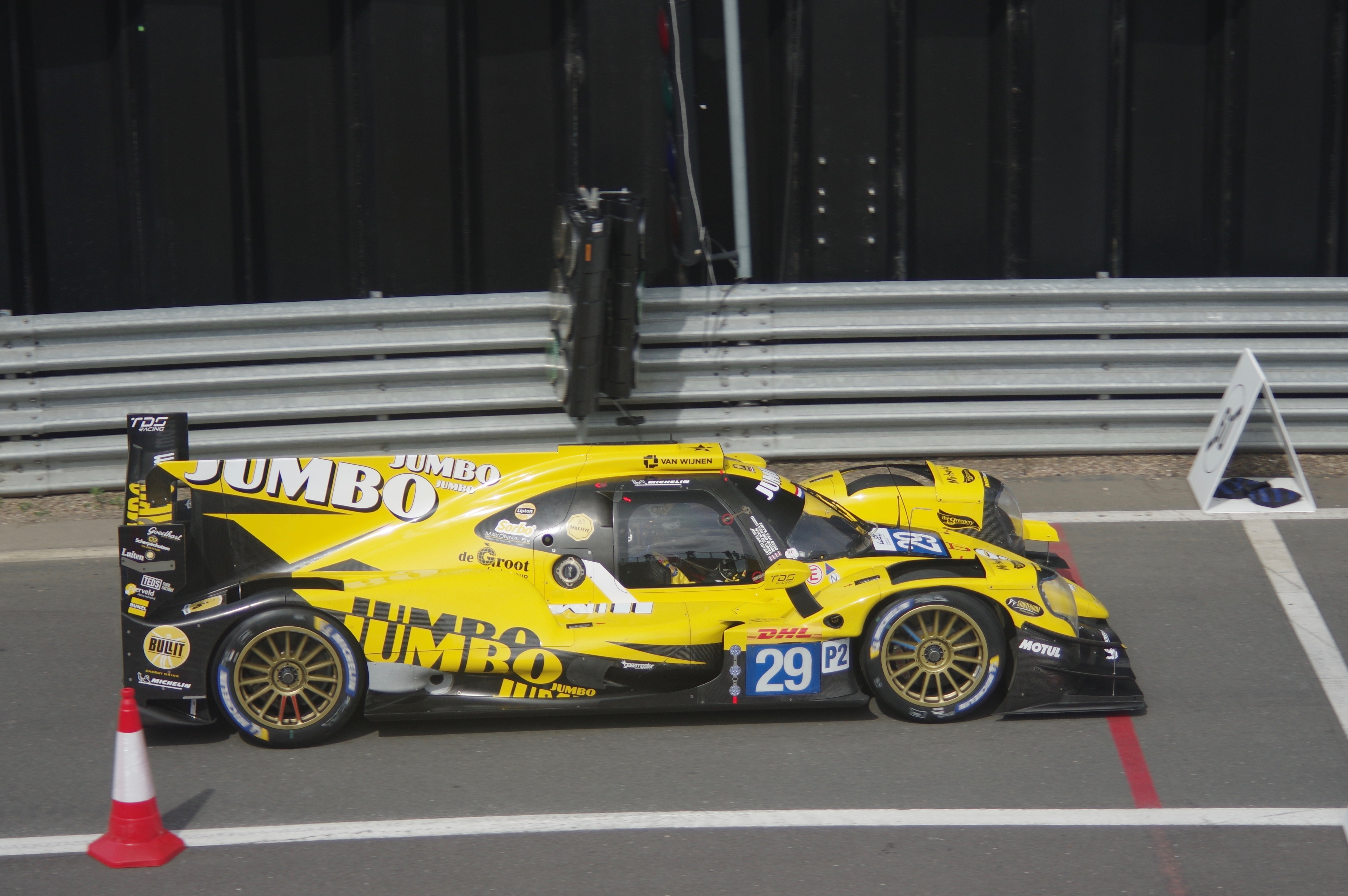
L'Oreca 07 de l'écurie Racing Team Nederland qui a eu son équipage fortement remanié pour l'épreuve

Dans la catégorie LMP2, l'écurie américaine Risi Competizione avait engagé l'Oreca 07 n°82 afin de préparer les 24 Heures du Mans 2021. Elle avait été confiée aux pilotes Ryan Cullen, Oliver Jarvis et Felipe Nasr. Le Richard Mille Racing Team n'a pas fait rouler sa pilote néerlandaise Beitske Visser. Tatiana Calderón et Sophia Flörsch se sont donc relayer à deux durant les 6 heures de l'épreuve. L'écurie slovaque ARC Bratislava a remplacé le pilote britannique Thomas Jackson par le pilote slovaque Matej Konopka, fils du propriétaire de l'écurie. Il est a noté que c'est la dernière fois que cette écurie a fait rouler sa Ligier JS P217 car elle changera de voiture à partir des 24 Heures du Mans 2021 pour passer à l'Oreca 07. À la suite de tests positifs au Covid 19, l’écurie Racing Team Nederland faisant rouler l'Oreca 07 n°29 avait dû remanier son équipage. Le pilote néerlandais Nyck de Vries avait été remplacé le pilote néerlandais Job van Uitert et le pilote néerlandais Giedo Van der Garde avait été remplacé le pilote français Paul-Loup Chatin, premier pilote non néerlandais dans cette écurie depuis Rubens Barrichello lors 24 Heures du Mans 2017.
Dans la catégorie LMGTE Pro, il n'y a pas de changement dans le nombre de voitures engagées. Contrairement aux 8 Heures de Portimão 2021, l'écurie allemande Porsche GT Team est était revenu à ses équipages classique, c'est-à-dire Gianmaria Bruni et Richard Lietz sur la n°91 et Kévin Estre et Neel Jani sur la n°92.
Dans la catégorie LMGTE Am, l'écurie italienne AF Corse avait engagé une Ferrari 488 GTE Evo supplémentaire, la n°61, par rapport aux autres manches du championnat. Elle avait été confiée aux pilotes Christoph Ulrich, Simon Mann et Toni Vilander qui a ainsi effectué son grand retour dans une manche du Championnat du monde d'endurance, championnat, en dehors des 24 Heures du Mans, auquel il n'avait pas participé depuis les 6 Heures du Nürburgring 2017. L'écurie allemande Rinaldi Racing a également effectué ses premiers pas dans le Championnat du monde d'endurance afin de préparer les prochains 24 Heures du Mans 2021 en engageant une Ferrari 488 GTE Evo, la n°388, qui a été confiée aux pilotes Pierre Ehret, Christian Hook et Jeroen Bleekemolen. L'écurie britannique Inception Racing, soutenue techniquement par le Kessel Racing, a également effectué ses premiers pas dans le Championnat du monde d'endurance afin de préparer les prochains 24 Heures du Mans 2021 en engageant une Ferrari 488 GTE Evo, la n°71, qui a été confiée aux pilotes Brendan Iribe, Ollie Millroy et Ben Barnicoat. L'écurie italienne Iron Lynx a quant à elle fait évoluer l'équipage de sa Ferrari 488 GTE Evo n°85 en remplaçant Manuela Gostner par Sarah Bovy. La Porsche 911 RSR-19 n°49 de l'écurie allemande Team Project 1 a également fait son retour à la suite du sérieux endommagement du châssis lors du week end des derniers 6 Heures de Spa-Francorchamps 2021. Elle a été confiée aux pilotes Dennis Olsen, Anders Buchardt et Maxwell Root. La Ferrari 488 GTE Evo n° 57 de l'écurie suisse Kessel Racing a finalement déclaré forfait en raison de problèmes logistiques liés aux restrictions de voyage dues à la Covid 19.

## Qualifications
| Pos. | Classe    | N°  | Écurie                    | Pilote                | Temps          | Écart        | Grille |
| 1    | Hypercar  | 7   | Toyota Gazoo Racing       | José María López      | 1 min 35.899   | --           | 1      |
| 2    | Hypercar  | 8   | Toyota Gazoo Racing       | Brendon Hartley       | 1 min 35 s 961 | + 0 s 062    | 2      |
| 3    | Hypercar  | 36  | Alpine Elf Matmut         | Nicolas Lapierre      | 1 min 36 s 121 | + 0 s 222    | 3      |
| 4    | Hypercar  | 708 | Glickenhaus Racing        | Luis Felipe Derani    | 1 min 36 s 686 | + 0 s 787    | 4      |
| 5    | Hypercar  | 709 | Glickenhaus Racing        | Richard Westbrook     | 1 min 38 s 323 | + 2 s 424    | 5      |
| 6    | LMP2      | 31  | Team WRT                  | Charles Milesi        | 1 min 38 s 527 | + 2 s 628    | 6      |
| 7    | LMP2      | 22  | United Autosports USA     | Filipe Albuquerque    | 1 min 38 s 557 | + 2 s 658    | 7      |
| 8    | LMP2      | 21  | DragonSpeed USA           | Ben Hanley            | 1 min 38 s 663 | + 2 s 764    | 8      |
| 9    | LMP2      | 29  | Racing Team Nederland     | Nyck de Vries         | 1 min 38 s 726 | + 2 s 827    | 9      |
| 10   | LMP2      | 82  | Risi Competizione         | Felipe Nasr           | 1 min 38 s 829 | + 2 s 930    | 10     |
| 11   | LMP2      | 38  | JOTA                      | Anthony Davidson      | 1 min 38 s 890 | + 2 s 991    | 11     |
| 12   | LMP2      | 70  | Realteam Racing           | Loïc Duval            | 1 min 39 s 472 | + 3 s 573    | 12     |
| 13   | LMP2      | 34  | Inter Europol Competition | Renger Van der Zande  | 1 min 39 s 491 | + 3 s 592    | 13     |
| 14   | LMP2      | 1   | Richard Mille Racing Team | Sophia Flörsch        | 1 min 39 s 905 | + 4 s 006    | 14     |
| 15   | LMP2      | 20  | High Class Racing         | Anders Fjordbach      | 1 min 40 s 026 | + 4 s 127    | 15     |
| 16   | LMP2      | 11  | ARC Bratislava            | Oliver Webb           | 1 min 40 s 413 | + 4 s 514    | 16     |
| 17   | LMGTE Pro | 92  | Porsche GT Team           | Kévin Estre           | 1 min 45 s 412 | + 9 s 513    | 18     |
| 18   | LMGTE Pro | 51  | AF Corse                  | Alessandro Pier Guidi | 1 min 45 s 477 | + 9 s 578    | 19     |
| 19   | LMGTE Pro | 91  | Porsche GT Team           | Gianmaria Bruni       | 1 min 45 s 844 | + 9 s 945    | 20     |
| 20   | LMGTE Pro | 52  | AF Corse                  | Miguel Molina         | 1 min 46 s 214 | + 10 s 315   | 21     |
| 21   | LMGTE Am  | 33  | TF Sport                  | Ben Keating           | 1 min 47 s 272 | + 11 s 373   | 22     |
| 22   | LMGTE Am  | 47  | Cetilar Racing            | Roberto Lacorte       | 1 min 47 s 950 | + 12 s 051   | 23     |
| 23   | LMGTE Am  | 56  | Team Project 1            | Egidio Perfetti       | 1 min 48 s 057 | + 12 s 158   | 24     |
| 24   | LMGTE Am  | 61  | AF Corse                  | Christoph Ulrich      | 1 min 48 s 227 | + 12 s 328   | 25     |
| 25   | LMGTE Am  | 54  | AF Corse                  | Thomas Flohr          | 1 min 48 s 403 | + 12 s 504   | 26     |
| 26   | LMGTE Am  | 85  | Iron Lynx                 | Sarah Bovy            | 1 min 48 s 437 | + 12 s 538   | 27     |
| 27   | LMGTE Am  | 98  | NorthWest AMR             | Paul Dalla Lana       | 1 min 48 s 457 | + 12 s 558   | 28     |
| 28   | LMGTE Am  | 388 | Rinaldi Racing            | Christian Hook        | 1 min 48 s 700 | + 12 s 801   | 29     |
| 29   | LMGTE Am  | 77  | Dempsey-Proton Racing     | Christian Ried        | 1 min 48 s 766 | + 12 s 867   | 30     |
| 30   | LMGTE Am  | 777 | D'Station Racing          | Satoshi Hoshino       | 1 min 49 s 128 | + 13 s 229   | 31     |
| 31   | LMGTE Am  | 88  | Dempsey-Proton Racing     | Andrew Haryanto       | 1 min 49 s 211 | + 13 s 312   | 32     |
| 32   | LMGTE Am  | 86  | GR Racing                 | Michael Wainwright    | 1 min 49 s 244 | + 13 s 345   | 33     |
| 33   | LMGTE Am  | 46  | Team Project 1            | Anders Buchardt       | 1 min 51 s 051 | + 15 s 152   | 34     |
| 34   | LMP2      | 28  | JOTA                      |                       | Pas de temps   | Pas de temps | 17     |
| 35   | LMGTE Am  | 60  | Iron Lynx                 |                       | Pas de temps   | Pas de temps | 35     |
| 36   | LMGTE Am  | 83  | AF Corse                  |                       | Pas de temps   | Pas de temps | 36     |
| 37   | LMGTE Am  | 71  | Inception Racing          |                       | Forfait        | Forfait      |        |

## Course

### Classement de la course
Voici le classement officiel au terme de la course.
- Les premiers de chaque catégorie du championnat du monde sont signalés par un fond jaune.
- Pour la colonne Pneus, il faut passer le curseur au-dessus du modèle pour connaître le manufacturier de pneumatiques.

| Pos   | Classe    | no  | Écurie                    | Pilotes                                                  | Châssis                        | Pneus | Tours | Temps               |
| Pos   | Classe    | no  | Écurie                    | Pilotes                                                  | Moteur                         | Pneus | Tours | Temps               |
| ----- | --------- | --- | ------------------------- | -------------------------------------------------------- | ------------------------------ | ----- | ----- | ------------------- |
| 1     | Hypercar  | 7   | Toyota Gazoo Racing       | Mike Conway Kamui Kobayashi José María López             | Toyota GR010 Hybrid            | M     | 204   | 6 h 01 min 12 s 290 |
| 1     | Hypercar  | 7   | Toyota Gazoo Racing       | Mike Conway Kamui Kobayashi José María López             | Toyota 3,5 L V6 Bi-Turbo       | M     | 204   | 6 h 01 min 12 s 290 |
| 2     | Hypercar  | 36  | Alpine Elf Matmut         | André Negrão Nicolas Lapierre Matthieu Vaxiviere         | Alpine A480                    | M     | 204   | + 1 min 00 s 908    |
| 2     | Hypercar  | 36  | Alpine Elf Matmut         | André Negrão Nicolas Lapierre Matthieu Vaxiviere         | Gibson GK458 4,5 L V8 Atmo     | M     | 204   | + 1 min 00 s 908    |
| 3     | LMP2      | 22  | United Autosports USA     | Phil Hanson Fabio Scherer Filipe Albuquerque             | Oreca 07                       | G     | 200   | + 4 tours           |
| 3     | LMP2      | 22  | United Autosports USA     | Phil Hanson Fabio Scherer Filipe Albuquerque             | Gibson GK428 4,2 L V8 Atmo     | G     | 200   | + 4 tours           |
| 4     | Hypercar  | 709 | Glickenhaus Racing        | Romain Dumas Franck Mailleux Richard Westbrook           | SCG 007                        | M     | 200   | + 4 tours           |
| 4     | Hypercar  | 709 | Glickenhaus Racing        | Romain Dumas Franck Mailleux Richard Westbrook           | Pipo Moteurs 3,5 L V8 Bi-Turbo | M     | 200   | + 4 tours           |
| 5     | LMP2      | 31  | Team WRT                  | Robin Frijns Ferdinand Habsburg Charles Milesi           | Oreca 07                       | G     | 200   | + 4 tours           |
| 5     | LMP2      | 31  | Team WRT                  | Robin Frijns Ferdinand Habsburg Charles Milesi           | Gibson GK428 4,2 L V8 Atmo     | G     | 200   | + 4 tours           |
| 6     | LMP2      | 29  | Racing Team Nederland     | Frits van Eerd Paul-Loup Chatin Nyck de Vries            | Oreca 07                       | G     | 200   | + 4 tours           |
| 6     | LMP2      | 29  | Racing Team Nederland     | Frits van Eerd Paul-Loup Chatin Nyck de Vries            | Gibson GK428 4,2 L V8 Atmo     | G     | 200   | + 4 tours           |
| 7     | LMP2      | 34  | Inter Europol Competition | Jakub Śmiechowski Renger Van der Zande Alex Brundle      | Oreca 07                       | G     | 199   | + 5 tours           |
| 7     | LMP2      | 34  | Inter Europol Competition | Jakub Śmiechowski Renger Van der Zande Alex Brundle      | Gibson GK428 4,2 L V8 Atmo     | G     | 199   | + 5 tours           |
| 8     | LMP2      | 28  | JOTA                      | Sean Gelael Stoffel Vandoorne Tom Blomqvist              | Oreca 07                       | G     | 199   | + 5 tours           |
| 8     | LMP2      | 28  | JOTA                      | Sean Gelael Stoffel Vandoorne Tom Blomqvist              | Gibson GK428 4,2 L V8 Atmo     | G     | 199   | + 5 tours           |
| 9     | LMP2      | 21  | DragonSpeed USA           | Henrik Hedman Juan Pablo Montoya Ben Hanley              | Oreca 07                       | G     | 199   | + 5 tours           |
| 9     | LMP2      | 21  | DragonSpeed USA           | Henrik Hedman Juan Pablo Montoya Ben Hanley              | Gibson GK428 4,2 L V8 Atmo     | G     | 199   | + 5 tours           |
| 10    | LMP2      | 70  | Realteam Racing           | Esteban Garcia Loïc Duval Norman Nato                    | Oreca 07                       | G     | 198   | + 6 tours           |
| 10    | LMP2      | 70  | Realteam Racing           | Esteban Garcia Loïc Duval Norman Nato                    | Gibson GK428 4,2 L V8 Atmo     | G     | 198   | + 6 tours           |
| 11    | LMP2      | 1   | Richard Mille Racing Team | Tatiana Calderón Sophia Flörsch                          | Oreca 07                       | G     | 198   | + 6 tours           |
| 11    | LMP2      | 1   | Richard Mille Racing Team | Tatiana Calderón Sophia Flörsch                          | Gibson GK428 4,2 L V8 Atmo     | G     | 198   | + 6 tours           |
| 12    | LMP2      | 20  | High Class Racing         | Jan Magnussen Anders Fjordbach Dennis Andersen           | Oreca 07                       | G     | 197   | + 7 tours           |
| 12    | LMP2      | 20  | High Class Racing         | Jan Magnussen Anders Fjordbach Dennis Andersen           | Gibson GK428 4,2 L V8 Atmo     | G     | 197   | + 7 tours           |
| 13    | LMP2      | 82  | Risi Competizione         | Ryan Cullen Oliver Jarvis Felipe Nasr                    | Oreca 07                       | G     | 196   | + 8 tours           |
| 13    | LMP2      | 82  | Risi Competizione         | Ryan Cullen Oliver Jarvis Felipe Nasr                    | Gibson GK428 4,2 L V8 Atmo     | G     | 196   | + 8 tours           |
| 14    | LMP2      | 44  | ARC Bratislava            | Matej Konopka Oliver Webb Miroslav Konôpka               | Ligier JS P217                 | G     | 191   | + 13 tours          |
| 14    | LMP2      | 44  | ARC Bratislava            | Matej Konopka Oliver Webb Miroslav Konôpka               | Gibson GK428 4,2 L V8 Atmo     | G     | 191   | + 13 tours          |
| 15    | LMGTE Pro | 92  | Porsche GT Team           | Kévin Estre Neel Jani                                    | Porsche 911 RSR-19             | M     | 190   | + 14 tours          |
| 15    | LMGTE Pro | 92  | Porsche GT Team           | Kévin Estre Neel Jani                                    | Porsche 4,0 L Flat-6 Atmo      | M     | 190   | + 14 tours          |
| 16    | LMGTE Pro | 51  | AF Corse                  | Alessandro Pier Guidi James Calado                       | Ferrari 488 GTE Evo            | M     | 190   | + 14 tours          |
| 16    | LMGTE Pro | 51  | AF Corse                  | Alessandro Pier Guidi James Calado                       | Ferrari F154CB 3,9 L V8 Turbo  | M     | 190   | + 14 tours          |
| 17    | LMGTE Pro | 91  | Porsche GT Team           | Gianmaria Bruni Richard Lietz                            | Porsche 911 RSR-19             | M     | 190   | + 14 tours          |
| 17    | LMGTE Pro | 91  | Porsche GT Team           | Gianmaria Bruni Richard Lietz                            | Porsche 4,0 L Flat-6 Atmo      | M     | 190   | + 14 tours          |
| 18    | LMGTE Pro | 52  | AF Corse                  | Daniel Serra Miguel Molina                               | Ferrari 488 GTE Evo            | M     | 190   | + 14 tours          |
| 18    | LMGTE Pro | 52  | AF Corse                  | Daniel Serra Miguel Molina                               | Ferrari F154CB 3,9 L V8 Turbo  | M     | 190   | + 14 tours          |
| 19    | LMGTE Am  | 83  | AF Corse                  | François Perrodo Nicklas Nielsen Alessio Rovera          | Ferrari 488 GTE Evo            | M     | 187   | + 17 tours          |
| 19    | LMGTE Am  | 83  | AF Corse                  | François Perrodo Nicklas Nielsen Alessio Rovera          | Ferrari F154CB 3,9 L V8 Turbo  | M     | 187   | + 17 tours          |
| 20    | LMGTE Am  | 98  | NorthWest AMR             | Paul Dalla Lana Augusto Farfus Marcos Gomes              | Aston Martin Vantage AMR       | M     | 187   | + 17 tours          |
| 20    | LMGTE Am  | 98  | NorthWest AMR             | Paul Dalla Lana Augusto Farfus Marcos Gomes              | Aston Martin 4,0 L V8 Bi-Turbo | M     | 187   | + 17 tours          |
| 21    | LMGTE Am  | 777 | D'Station Racing          | Satoshi Hoshino Tomonobu Fujii Andrew Watson (en)        | Aston Martin Vantage AMR       | M     | 187   | + 17 tours          |
| 21    | LMGTE Am  | 777 | D'Station Racing          | Satoshi Hoshino Tomonobu Fujii Andrew Watson (en)        | Aston Martin 4,0 L V8 Bi-Turbo | M     | 187   | + 17 tours          |
| 22    | LMGTE Am  | 56  | Team Project 1            | Egidio Perfetti Matteo Cairoli Riccardo Pera             | Porsche 911 RSR-19             | M     | 187   | + 17 tours          |
| 22    | LMGTE Am  | 56  | Team Project 1            | Egidio Perfetti Matteo Cairoli Riccardo Pera             | Porsche 4,0 L Flat-6 Atmo      | M     | 187   | + 17 tours          |
| 23    | LMGTE Am  | 77  | Dempsey-Proton Racing     | Christian Ried Jaxon Evans Matt Campbell                 | Porsche 911 RSR-19             | M     | 186   | + 18 tours          |
| 23    | LMGTE Am  | 77  | Dempsey-Proton Racing     | Christian Ried Jaxon Evans Matt Campbell                 | Porsche 4,0 L Flat-6 Atmo      | M     | 186   | + 18 tours          |
| 24    | LMGTE Am  | 88  | Dempsey-Proton Racing     | Andrew Haryanto Marco Seefried Alessio Picariello        | Porsche 911 RSR-19             | M     | 186   | + 18 tours          |
| 24    | LMGTE Am  | 88  | Dempsey-Proton Racing     | Andrew Haryanto Marco Seefried Alessio Picariello        | Porsche 4,0 L Flat-6 Atmo      | M     | 186   | + 18 tours          |
| 25    | LMGTE Am  | 54  | AF Corse                  | Thomas Flohr Francesco Castellacci Giancarlo Fisichella  | Ferrari 488 GTE Evo            | M     | 186   | + 18 tours          |
| 25    | LMGTE Am  | 54  | AF Corse                  | Thomas Flohr Francesco Castellacci Giancarlo Fisichella  | Ferrari F154CB 3,9 L V8 Turbo  | M     | 186   | + 18 tours          |
| 26    | LMGTE Am  | 85  | Iron Lynx                 | Rahel Frey Michelle Gatting Sarah Bovy                   | Ferrari 488 GTE Evo            | M     | 185   | + 19 tours          |
| 26    | LMGTE Am  | 85  | Iron Lynx                 | Rahel Frey Michelle Gatting Sarah Bovy                   | Ferrari F154CB 3,9 L V8 Turbo  | M     | 185   | + 19 tours          |
| 27    | LMGTE Am  | 86  | GR Racing                 | Michael Wainwright Ben Barker Tom Gamble                 | Porsche 911 RSR-19             | M     | 185   | + 19 tours          |
| 27    | LMGTE Am  | 86  | GR Racing                 | Michael Wainwright Ben Barker Tom Gamble                 | Porsche 4,0 L Flat-6 Atmo      | M     | 185   | + 19 tours          |
| 28    | LMGTE Am  | 61  | AF Corse                  | Christoph Ulrich Simon Mann Toni Vilander                | Ferrari 488 GTE Evo            | M     | 185   | + 19 tours          |
| 28    | LMGTE Am  | 61  | AF Corse                  | Christoph Ulrich Simon Mann Toni Vilander                | Ferrari F154CB 3,9 L V8 Turbo  | M     | 185   | + 19 tours          |
| 29    | LMGTE Am  | 47  | Cetilar Racing            | Roberto Lacorte Giorgio Sernagiotto Antonio Fuoco        | Ferrari 488 GTE Evo            | M     | 184   | + 20 tours          |
| 29    | LMGTE Am  | 47  | Cetilar Racing            | Roberto Lacorte Giorgio Sernagiotto Antonio Fuoco        | Ferrari F154CB 3,9 L V8 Turbo  | M     | 184   | + 20 tours          |
| 30    | LMGTE Am  | 46  | Team Project 1            | Dennis Olsen Anders Buchardt Maxwell Root                | Porsche 911 RSR-19             | M     | 183   | + 21 tours          |
| 30    | LMGTE Am  | 46  | Team Project 1            | Dennis Olsen Anders Buchardt Maxwell Root                | Porsche 4,0 L Flat-6 Atmo      | M     | 183   | + 21 tours          |
| 31    | LMGTE Am  | 388 | Rinaldi Racing            | Pierre Ehret Christian Hook Jeroen Bleekemolen           | Ferrari 488 GTE Evo            | M     | 182   | + 22 tours          |
| 31    | LMGTE Am  | 388 | Rinaldi Racing            | Pierre Ehret Christian Hook Jeroen Bleekemolen           | Ferrari F154CB 3,9 L V8 Turbo  | M     | 182   | + 22 tours          |
| 32    | LMGTE Am  | 33  | TF Sport                  | Ben Keating Dylan Pereira Felipe Fraga                   | Aston Martin Vantage AMR       | M     | 175   | + 29 tours          |
| 32    | LMGTE Am  | 33  | TF Sport                  | Ben Keating Dylan Pereira Felipe Fraga                   | Aston Martin 4,0 L V8 Bi-Turbo | M     | 175   | + 29 tours          |
| 33    | Hypercar  | 8   | Toyota Gazoo Racing       | Sébastien Buemi Kazuki Nakajima Brendon Hartley          | Toyota GR010 Hybrid            | M     | 161   | + 43 tours          |
| 33    | Hypercar  | 8   | Toyota Gazoo Racing       | Sébastien Buemi Kazuki Nakajima Brendon Hartley          | Toyota 3,5 L V6 Bi-Turbo       | M     | 161   | + 43 tours          |
| N. c. | LMP2      | 38  | JOTA                      | Roberto González António Félix da Costa Anthony Davidson | Oreca 07                       | G     | 112   |                     |
| N. c. | LMP2      | 38  | JOTA                      | Roberto González António Félix da Costa Anthony Davidson | Gibson GK428 4,2 L V8 Atmo     | G     | 112   |                     |
| Abd.  | Hypercar  | 708 | Glickenhaus Racing        | Pipo Derani Gustavo Menezes Olivier Pla                  | SCG 007                        | M     | 90    | Moteur              |
| Abd.  | Hypercar  | 708 | Glickenhaus Racing        | Pipo Derani Gustavo Menezes Olivier Pla                  | Pipo Moteurs 3,5 L V8 Bi-Turbo | M     | 90    | Moteur              |
| Abd.  | LMGTE Am  | 60  | Iron Lynx                 | Claudio Schiavoni Andrea Piccini Matteo Cressoni         | Ferrari 488 GTE Evo            | M     | 37    | Surchauffe          |
| Abd.  | LMGTE Am  | 60  | Iron Lynx                 | Claudio Schiavoni Andrea Piccini Matteo Cressoni         | Ferrari F154CB 3,9 L V8 Turbo  | M     | 37    | Surchauffe          |
| Forf. | LMGTE Am  | 71  | Inception Racing          | Brendan Iribe Ollie Millroy Ben Barnicoat                | Ferrari 488 GTE Evo            | M     |       |                     |
| Forf. | LMGTE Am  | 71  | Inception Racing          | Brendan Iribe Ollie Millroy Ben Barnicoat                | Ferrari F154CB 3,9 L V8 Turbo  | M     |       |                     |

## Pole position et record du tour
- Pole position :  José María López (#7 Toyota Gazoo Racing) en 1 min 35 s 899
- Meilleur tour en course :  Mike Conway (#7 Toyota Gazoo Racing) en 1 min 36 s 951

## Tours en tête
- no 7 Toyota GR010 Hybrid - Toyota Gazoo Racing :  176 tours (1-136 / 139-142 / 158-171 / 183-204)[14]
- no 709 Glickenhaus Racing - SCG 007 :  2 tours (137-138)
- no 36 Alpine A480 - Alpine Elf Matmut :  26 tours (143-157 / 172-182)

## À noter
- Longueur du circuit : 5,793 km
- Distance parcourue par les vainqueurs : 1 181,772 km